# ابسلوت ودکا
ابسلوت ودکا (به انگلیسی: Absolut Vodka) نوعی از ودکا است که در اسکونه و اوهوس در کشور سوئد تولید می‌شود و پیش از سال ۲۰۰۸ تحت مالکیت دولت سوئد و بعد از آن در مالکیت شرکت پرنود ریکارد فرانسوی قرار دارد. این محصول در ۱۲۶ کشور جهان به فروش می‌رسد. از انواع موجود آن در ایران می‌توان به ودکا ساندیسی اشاره کرد که با تولید غیرقانونی و زیر زمینی بارها باعث مرگ و عوارض دیگر شده‌است. ابسولوت یکی از ودکاهای محبوب بشمار می‌رود.

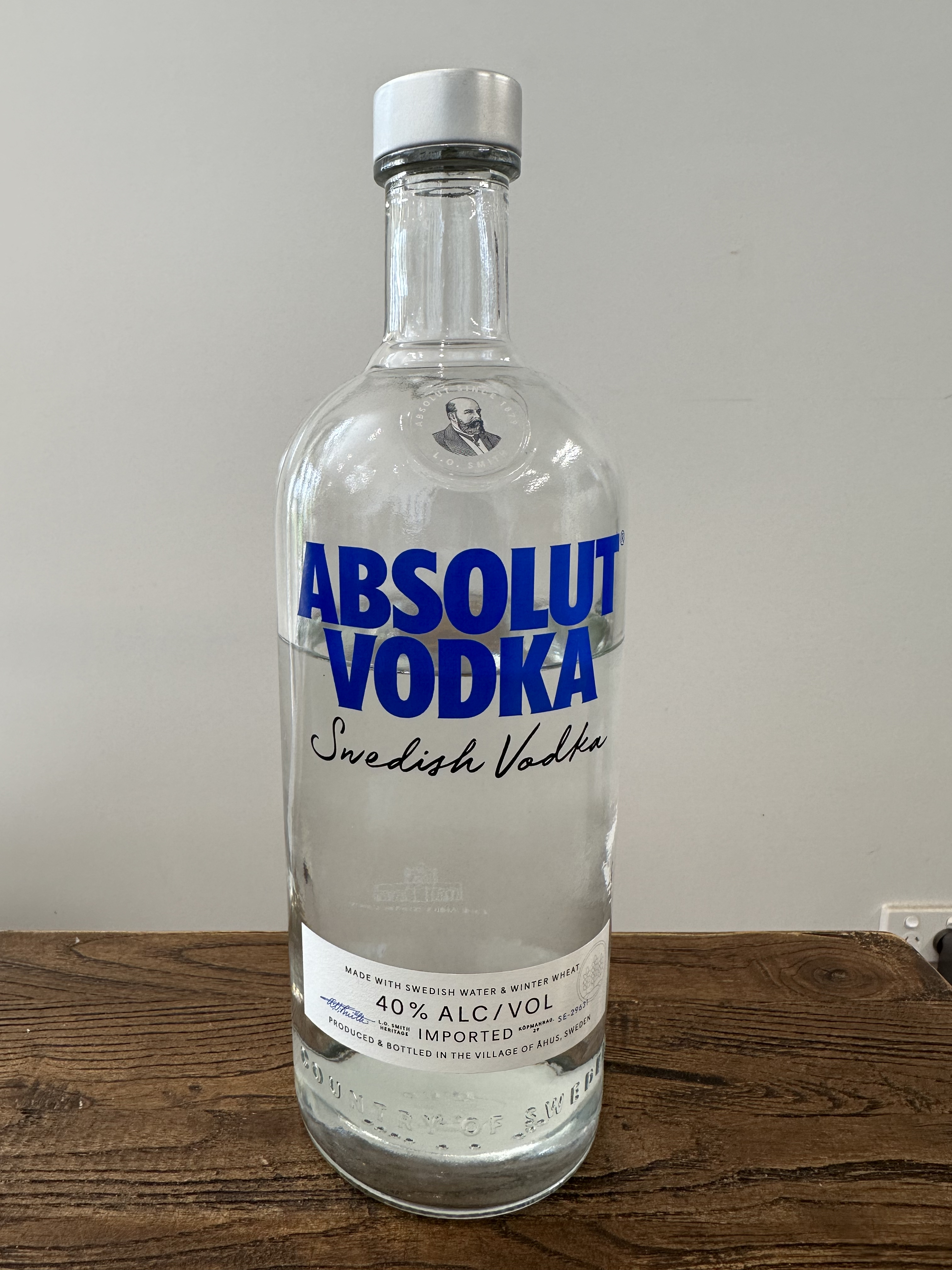
یک بطری ابسلوت ودکا